# Grande brasserie de Nouvelle-Calédonie
La Grande brasserie de Nouvelle-Calédonie (GBNC) est une brasserie locale néo-calédonienne de droit français.
Fondée en 2004 par un ressortissant allemand venu s'installer sur le territoire, Wolfgang Forster, elle domine le marché local de production et de commercialisation de bières, et est concurrente de la Société Le Froid qui elle est plus performante dans le domaine des boissons hygiéniques. 
Elle a entrepris entre 1996 et 2002 une importante modernisation, afin de faire passer notamment la capacité de sa salle de brassage de 100 000 hL à 160 000 hL.

## Produits fabriqués

### Bières
L'essentiel de l'activité de la société reste tourné vers la brasserie de bières, locales ou sous licence. 

#### Bières locales
Le produit phare et historique de la GBNC reste la Number One, bière lager blonde qui a reçu la médaille d'or de l'Institut international pour les sélections de la qualité (IISQ) en 1993. Il s'agit de la bière la plus vendue en Nouvelle-Calédonie, à tel point que celle-ci est devenue même un véritable symbole de l'identité locale.   
Pour son 30e anniversaire en [juin] 2004, la GBNC a également lancé un nouveau produit, Panach One, un panaché (mélange de bière et de limonade) contenant 20 % de Number One et contenant donc moins de 1 % d'alcool. Panach One a alors à son tour reçu la médaille d'or de l'Institut international pour les sélections de la qualité (IISQ), en 2005. Ce fut également le moyen pour l'entreprise de répondre à l'interdiction de vendre des boissons alcoolisées fraiches dans le commerce, décision locale prise en 2003 afin de lutter contre l'alcoolisme et qui avait durement touché les ventes de la GBNC, le Panach One n'étant pas touché par cette mesure du fait de sa faible alcoolémie. 
La GBNC brasse également depuis 2001 la Havannah, bière lager ambrée de dégustation.
Puis en octobre 2008, la Nouvelle-Calédonie a connu une bière toute nouvelle. Il s'agit de la Manta lancée par la Société Le Froid.

#### Bières brassées sous licence
La GBNC fabrique sous licence également deux autres bières, marques du groupe Heineken : la Heineken à proprement parler et la Adelscott (bière au malt de whisky), et en importe une troisième pour la commercialiser localement, la Desperados (bière aromatisée à la téquila). Enfin, elle importe l'Affligem une bière belge d'abbaye.

### Boissons hygiéniques
La GBNC produit essentiellement sous licence des marques du groupe PepsiCo ou bien commercialisées internationalement par ce dernier. C'est le cas:
- des marques de la gamme Pepsi-Cola : le Pepsi à proprement parler, Pepsi Max (sans sucre) et Pepsi Twist (parfumé au citron).
- des marques de la gamme Ice Tea de Lipton.
- 7 Up
- Tropicana
- Sport+, Amigo, Tarino, Kick

## Marketing
La GBNC sponsorise de nombreux évènements sportifs locaux, ainsi que des concours ou jeux. Mais surtout, elle organise tous les ans depuis 1991 le festival musical « Live en août », à l'origine baptisé « Jazz en août ». Pendant une semaine, des groupes locaux ou internationaux (surtout australiens ou néo-zélandais) de jazz, blues, soul, rock ou folk, se produisent dans les bars, brasseries, tavernes et cafés de Nouméa.